# Златни лављи тамарин
Златни лављи тамарин (Leontopithecus rosalia) је врста примата (Primates) из породице Callitrichidae. 

## Распрострањење
Ареал врсте је ограничен на једну државу. Бразил је једино познато природно станиште врсте.

## Станиште
Станишта врсте су низинске сезонске кишне шуме.

## Угроженост
Ова врста се сматра угроженом.